# 布吕姆利斯山
46°29′19″N 7°46′18″E / 46.48861°N 7.77167°E

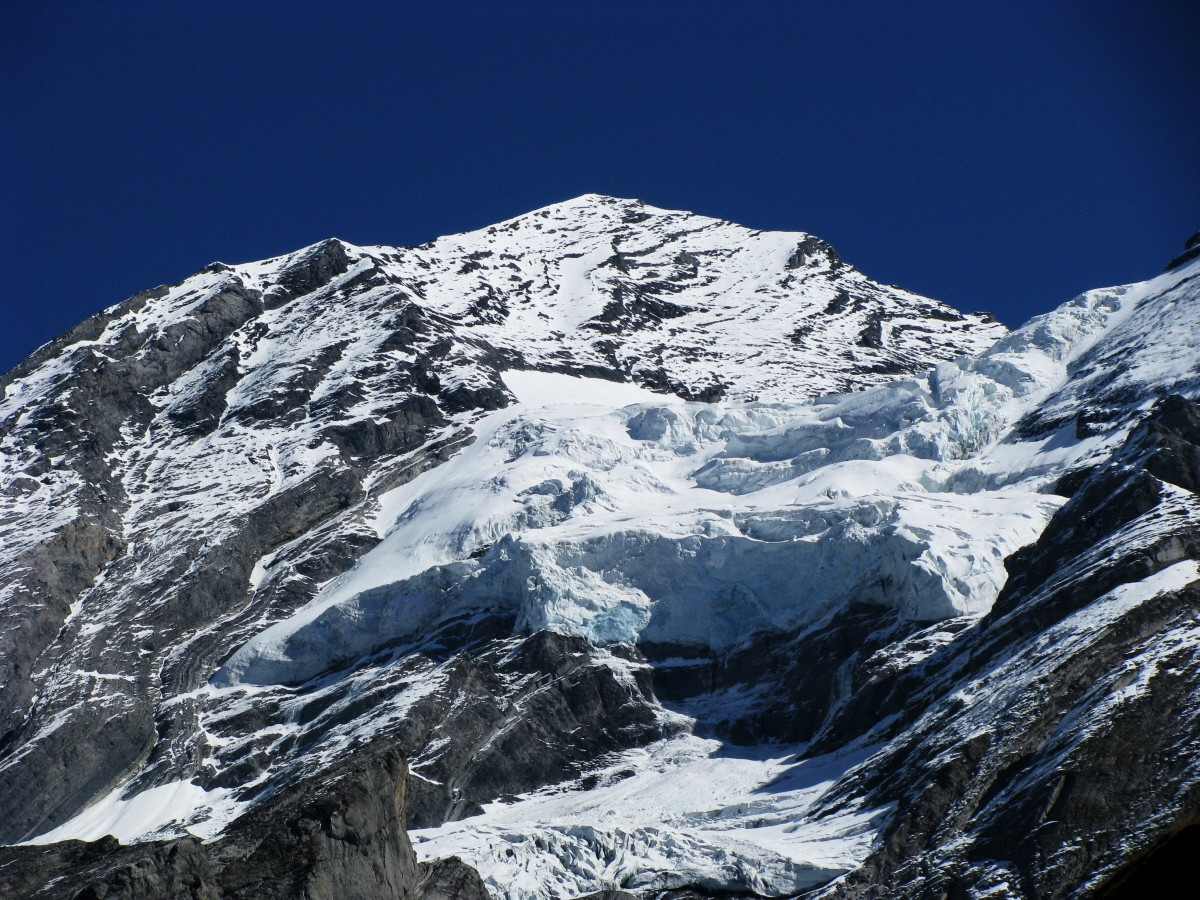

布吕姆利斯山（德語：Blüemlisalp）是瑞士伯恩州的山峰，位於該國南部，屬於伯尔尼山的一部分，海拔高度3,661米，人類在1860年8月27日首次登頂。